# Francesc Salvans i Armengol
Francesc Salvans i Armengol (Terrassa, província de Barcelona, 1875 - Matadepera, Vallès Occidental, 24 de juliol de 1936) fou un industrial i polític català, diputat a les Corts Espanyoles durant la Segona República.

## Biografia
Va fer tres anys de pràctiques a la Societé Alsacienne de Constructions Mécaniques de Mülhausen, i s'incorporà a l'empresa familiar Salvans Hermanos, Ponsà y Saus. Aviat fou un destacat de la vida econòmica terrassenca. El 1919 fou conseller de la Banca Marsans, accionista del Banc de Terrassa, vocal el 1924 i president el 1927 de la Junta del Banc Comercial de Terrassa, corresponsal del Banc d'Espanya a Terrassa, director de la Caixa de Terrassa entre 1919 i 1936. Fou president de la Sociedad Anónima de Peinaje e Hilatura de Lana. Endemés fou president de la Creu Roja local el 1903-1907 i de diverses entitats filantròpiques.
Políticament, fou militant de la Unión Monárquica Nacional, amb la que fou regidor de l'Ajuntament de Terrassa el 1909-1910, però el 1931 ingressà a la Lliga Regionalista (després Lliga Catalana), amb la qual fou elegit diputat per la província de Barcelona a les eleccions generals espanyoles de 1933. El 24 de juliol de 1936, poc després d'esclatar la guerra civil espanyola fou assassinat entre el bosc i la carretera de Talamanca juntament amb el seu fill Joan Salvans i Piera, Agustí Prat i Marcet, els industrials Gaietà Vallès i Pujals, Joaquim Barata i Rocafort, Manuel Vallhonrat i Comerma i Josep Maria Duran i Torres, el notari Francesc de Paula Badia i Tobella.